# Sandrine Mainville
Sandrine Mainville (Longueuil, 20 maart 1992) is een Canadese zwemster. Ze vertegenwoordigde haar vaderland op de Olympische Zomerspelen 2016 in Rio de Janeiro.

## Carrière
Bij haar internationale debuut, op de wereldkampioenschappen zwemmen 2013 in Barcelona, strandde Mainville in de halve finales van de 50 meter vlinderslag. Samen met Victoria Poon, Chantal van Landeghem en Samantha Cheverton eindigde ze als vijfde op de 4x100 meter vrije slag.
Op de Gemenebestspelen 2014 in Glasgow eindigde de Canadese als zesde op de 100 meter vrije slag en als achtste op de 50 meter vlinderslag, op de 50 meter vrije slag werd ze uitgeschakeld in de halve finales. Op de 4x100 meter vrije slag veroverde ze samen met Victoria Poon, Michelle Williams en Alyson Ackman de bronzen medaille. Samen met Sinead Russell, Tera Van Beilen en Katerine Savard sleepte ze de bronzen medaille in de wacht op de 4x100 meter wisselslag. Tijdens de Pan-Pacifische kampioenschappen zwemmen 2014 in Gold Coast strandde Mainville in de series van zowel de 50 als de 100 meter vrije slag.
In Toronto nam de Canadese deel aan de Pan-Amerikaanse Spelen 2015. Op dit toernooi behaalde ze samen met Michelle Williams, Katerine Savard en Chantal van Landeghem de gouden medaille op de 4x100 meter vrije slag. Op de 4x100 meter wisselslag zwom ze samen met Dominique Bouchard, Tera Van Beilen en Noemie Thomas in de series, in de finale legden Bouchard en Thomas samen met Rachel Nicol en Chantal van Landeghem beslag op de zilveren medaille. Voor haar aandeel in de series werd Mainville beloond met de zilveren medaille. Op de wereldkampioenschappen zwemmen 2015 in Kazan eindigde Mainville samen met Michelle Williams, Katerine Savard en Chantal van Landeghem als vijfde op de 4x100 meter vrije slag. Op de 4x100 meter wisselslag eindigde ze samen met Dominique Bouchard, Rachel Nicol en Katerine Savard op de zesde plaats. Samen met Santo Condorelli, Yuri Kisil en Chantal van Landeghem veroverde ze de bronzen medaille op de gemengde 4x100 meter vrije slag. Op de gemengde 4x100 meter wisselslag eindigde ze samen met Russell Wood, Richard Funk en Katerine Savard op de zevende plaats.'
Tijdens de Olympische Zomerspelen van 2016 in Rio de Janeiro sleepte de Canadese samen met Chantal van Landeghem, Taylor Ruck en Penelope Oleksiak de bronzen medaille in de wacht op de 4x100 meter vrije slag.

## Internationale toernooien
| Jaar | Olympische Spelen | WK langebaan                                                                                           | WK kortebaan  | PanPacs                                | Gemenebestspelen                                                                                     | Pan-Ams                                                                |
| ---- | ----------------- | --- | ------------- | -------------------------------------- | --- | ---------------------------------------------------------------------- |
| 2013 |                   | 16e 50m vlinderslag 5e 4x100m vrije slag                                                               |               |                                        | |                                                                        |
| 2014 |                   | | geen deelname | 22e 50m vrije slag 28e 100m vrije slag | 13e 50m vrije slag · 6e 100m vrije slag · 8e 50m vlinderslag · 4x100m vrije slag · 4x100m wisselslag |                                                                        |
| 2015 |                   | 5e 4x100m vrije slag · 6e 4x100m wisselslag · 4x100m vrije slag gemengd · 7e 4x100m wisselslag gemengd |               |                                        | | 4x100m vrije slag · 4x100m wisselslag · Mainville zwom enkel de series |
| 2016 | 4x100m vrije slag | | 6-11 december |                                        | |                                                                        |

## Persoonlijke records
Bijgewerkt tot en met 5 april 2016
Kortebaan
| Afstand         | Tijd  | Datum            | Plaats    |
| --------------- | ----- | ---------------- | --------- |
| 50m vrije slag  | 24,52 | 7 augustus 2013  | Eindhoven |
| 100m vrije slag | 52,41 | 11 augustus 2013 | Berlijn   |

Langebaan
| Afstand         | Tijd  | Datum           | Plaats  |
| --------------- | ----- | --------------- | ------- |
| 50m vrije slag  | 25,04 | 5 april 2016    | Toronto |
| 100m vrije slag | 53,85 | 2 augustus 2015 | Kazan   |